# St. Laurentius (Lindlar-Hohkeppel)

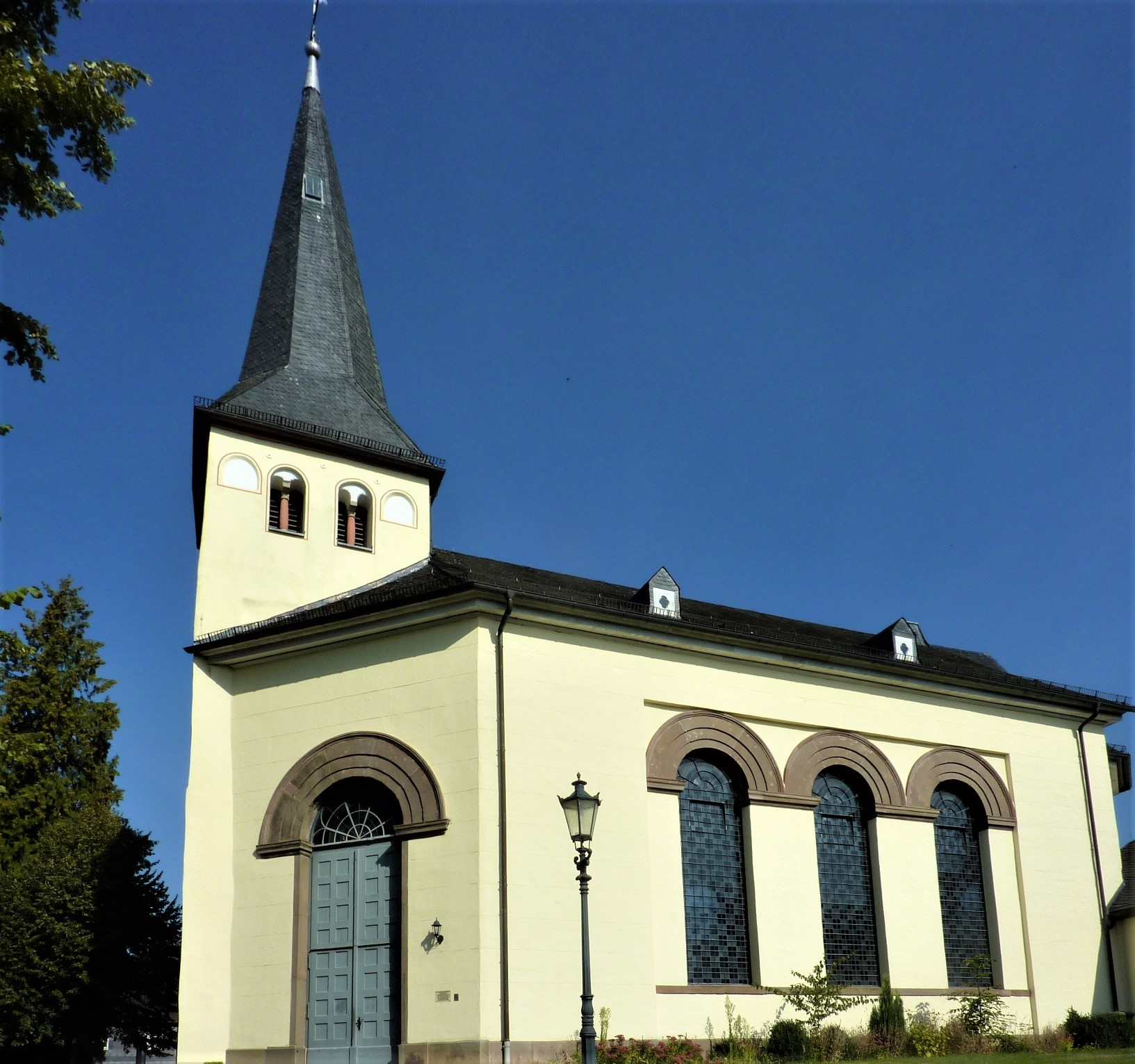
Pfarrkirche St. Laurentius in Hohkeppel

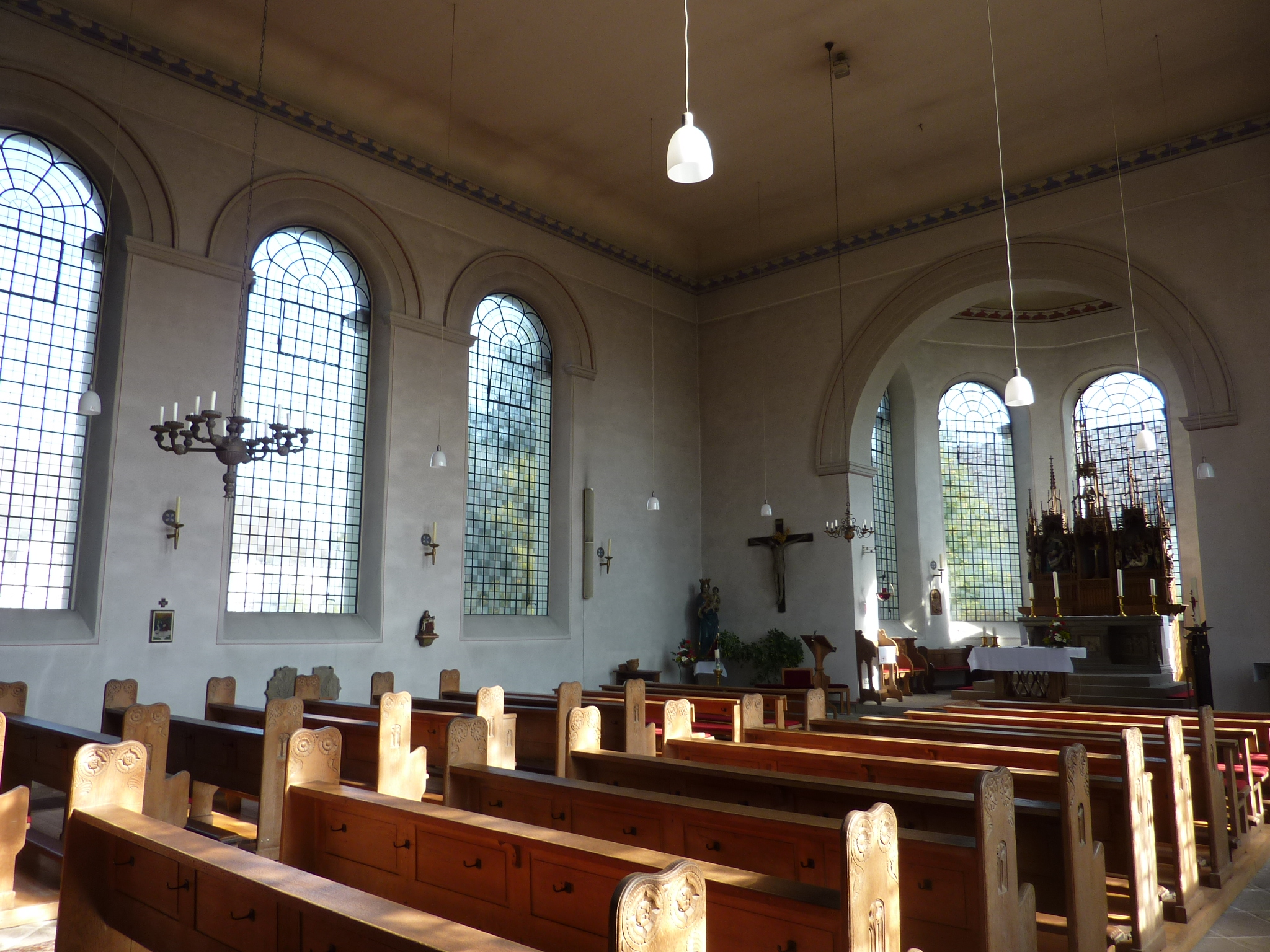
Inneres

Die katholische Pfarrkirche St. Laurentius ist eine klassizistische Saalkirche im Ortsteil Hohkeppel von Lindlar im Bergischen Land.

## Baugeschichte
Das Patrozinium des heiligen Laurentius deutet auf eine Gründung in der zweiten Hälfte des 10. Jahrhunderts hin. Eine erste urkundliche Erwähnung stammt angeblich aus dem Jahr 958, in der die Eigenkirche dem Stift von St. Severin in Köln übertragen wurde. Die Echtheit dieser Urkunde gilt als umstritten. Im 12. Jahrhundert erfolgte die Errichtung einer dreischiffigen Pfeilerbasilika im romanischen Stil, die im 15. Jahrhundert zur Pfarrkirche ernannt wurde. 1835 wurde das mittelalterliche Gebäude abgerissen und bis 1842 als klassizistischer Saalbau in den Formen einer Normalkirche Schinkels wiedererrichtet. Von der romanischen Kirche blieb nur der viergeschossige Westturm erhalten. An der Ostseite der Kirche befindet sich ein Sakramenthaus für Prozessionen, das über eine Bauinschrift ins Jahr 1722 datiert werden kann. Eine umfassende Sanierung erfolgte in den Jahren 1956 bis 1959.

## Ausstattung
Zum Inventar der Kirche gehören eine Orgelempore mit einem dreitürmigen Orgelprospekt, eine hölzerne Kanzel aus dem 17. Jahrhundert und eine Statue des heiligen Laurentius.

## Denkmalschutz
Die Kirche ist als Baudenkmal geschützt. Der Bereich der Kirche ist ein Bodendenkmal.